# 3435-ös busz
A 3435-ös jelzésű regionális autóbuszvonal Maklár, Eger és Felsőtárkány között húzódik, amelyet a MÁV Személyszállítási Zrt. üzemeltet.

## Története
Eleinte 3410-es buszként futottak az Eger és Felsőtárkány; 3425-ös buszként az Eger–Andornaktálya–Nagytálya–Maklár közötti autóbuszjáratok, melynek mindkettején egymástól eltérő autóbuszközlekedés volt jelen, legtöbbször szólókkal. Az egri agglomerációra tekintettel utóbbiban voltak megtalálhatóak az Andornaktályáig közlekedő betétjáratok is.
Az első változást a 2020. december 13-ai menetrendi módosítások hozták, melyek összekapcsolták a kettő szakaszt, a 3435-ös autóbuszvonalat létrehozva. Bár a legtöbb indítás még mindig a kettő különálló szakaszon szerepelt (összekapcsolt járatok elvétve jártak), de Füzesabonyig meghosszabbított buszok jelentek meg a budapesti vonatokhoz csatlakozva. Mivel nagy területet foglaltak le, így a csuklósbuszok voltak jelen döntő többségben.
A második változást Eger város helyi autóbuszhálózatának újjászervezése hozott. 2022. január 1-jével megalakult többek között a 3405-ös autóbuszvonal is, mely Egri helyijáratként igénybe vehető a Kistályai út – Sánc út szakaszon. A megyeszékhelyen belül a Tihaméri malom, a buszállomás, a Belváros, Felsőváros és Felnémet érintésével közlekedik. A 3435-ös buszvonal legtöbb járatát az új vonalvezetés átvette, így 3435-ös busz már csak Maklárig közlekedik, összességében elenyészőbb számban a helyijárati jelleggel közlekedő buszvonalhoz képest.

## Útvonala
Az autóbuszvonal Heves vármegye kettő települését, Maklárt és Felsőtárkányt köti össze keresztül a megyeszékhelyen, Egeren.
A vonalvezetés Makláron belül alsóbbrendű utcákban, Nagytályán és Andornaktályán az azokat behálózó közúton (2501)  folytatódik. A járatok Eger területén a Kistályai útnál kétfelé ágaznak, egyik része áthajt Lajosvárosba, és a 25-ös főúton tartózkodik egészen az egri vasútállomásig, ahonnan a Barkóczy utcai buszállomásra jut; másik része a Tihaméri malmon és a Hadnagy utcán át közlekedik az autóbusz-pályaudvarra.
Az indítások majd az összes megállóban megállást tesznek, Felnémeten ágaznak el Felsőtárkányra, ahol a község legvégső szegleteiben végállomásoznak.

## Közlekedése

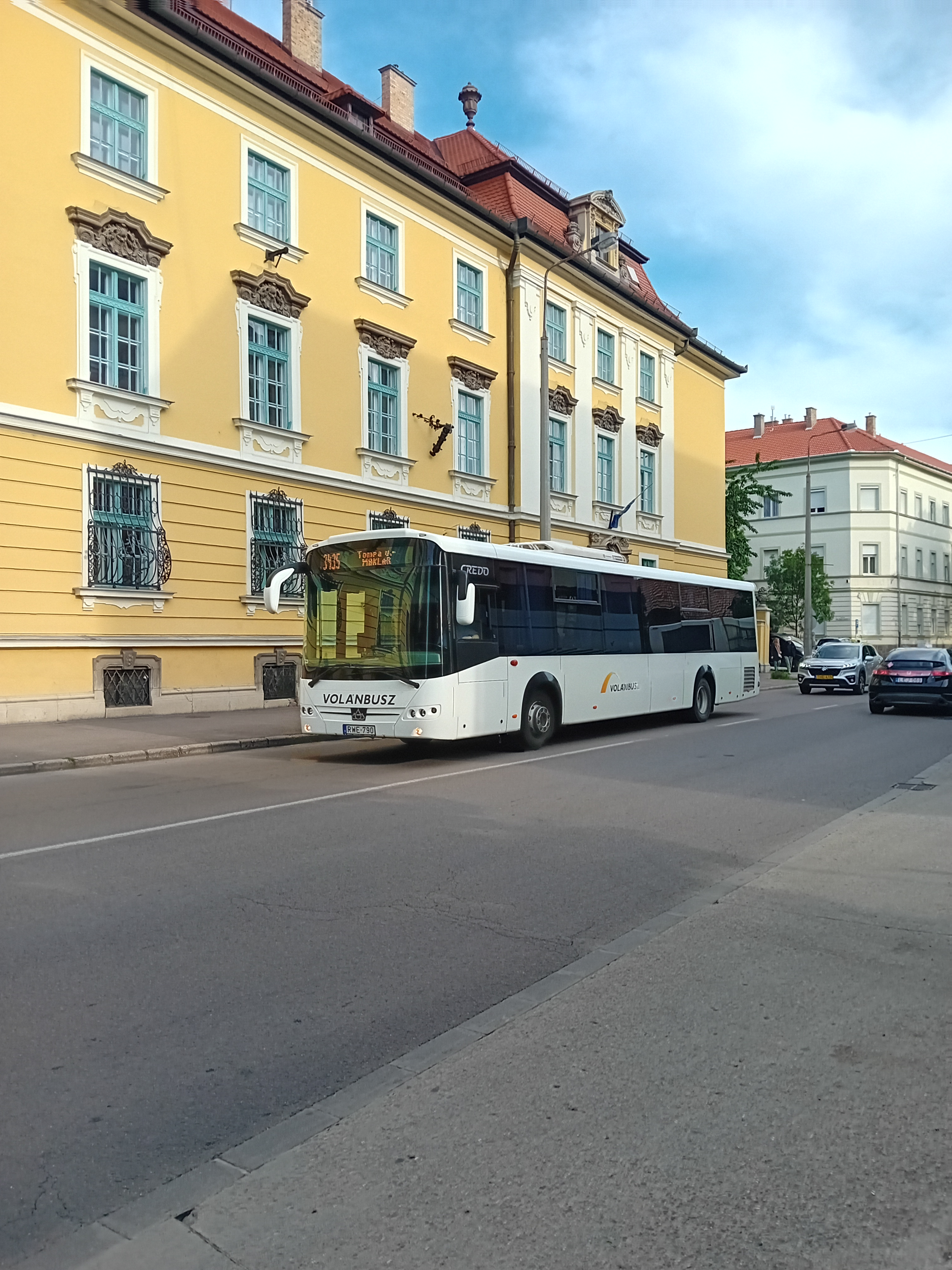
Ritkán szóló autóbusz jelenik meg

Az autóbuszjáratok a hét minden napján közlekednek. Bár Maklár és Eger, valamint Eger és Felsőtárkány fő kapcsolatát nem ezen buszvonal szolgálja – hanem a 3405-ös és 3414-es számozás alatt állók –, de szép számmal közlekednek a járművek a 27 kilométer alatt. Munkanaponta egyes időszakokban a különálló szakaszokon óránkénti ütemezettség van, melyet a további járatok sűrítenek.
| Viszonylat                                    | Indításszám     | Közlekedési rend     |
| --------------------------------------------- | --------------- | -------------------- |
| Maklár, Templom tér – Eger, aut. áll.         | 3 oda, 5 vissza | munkanaponta         |
| Maklár, Templom tér – Eger, aut. áll.         | 1 oda           | szabadnaponta        |
| Maklár, Templom tér – Eger, aut. áll.         | 1 oda, 2 vissza | munkaszüneti naponta |
| Maklár, Templom tér – Felsőtárkány, csárda    | 6 pár           | munkanaponta         |
| Maklár, Templom tér – Felsőtárkány, csárda    | 2 pár           | hétvégente           |
| Andornaktálya, szoc. otthon ➝ Eger, aut. áll. | 1 oda           | tanítási naponta     |
| Eger, aut. áll. – Felsőtárkány, csárda        | 4 oda, 6 vissza | munkanaponta         |
| Eger, aut. áll. – Felsőtárkány, csárda        | 2 oda, 1 vissza | szabadnaponta        |
| Eger, aut. áll. – Felsőtárkány, csárda        | 2 oda, 3 vissza | munkaszüneti naponta |

### Járművek
Az autóbuszvonalon kis híján csuklósbusz közlekedés van, melyek összese az MAN Lion’s City A23-as szériájából származik. Ezen kívül pótlás esetén ritkán Credo EC 12, Credo Econell 12, Classic Ikarusok és Volvo 8500-as járművek is megjelennek.

## Megállóhelyei
| 0  | 0                              | Maklár, Templom tér végállomás                       | 0.0 km | 0.0 km  | 1343, 1346 3405, 3414, 3423, 3424, 3426, 3431, 3436, 4014 |
| 1  | 1                              | Maklár, József Attila út 1.                          | 0.8 km | 0.8 km  | 3405, 3414 |
| 2  | 2                              | Maklár, Rozmaring út 15.                             | 1.4 km | 1.4 km  | 3405, 3414 |
| 3  | 3                              | Nagytálya, Petőfi út 42.                             | 2.1 km | 2.1 km  | 3405, 3414 |
| 4  | 4                              | Nagytálya, Petőfi út 2.                              | 2.7 km | 2.7 km  | 1343, 1346 3405, 3414, 3423, 3424, 3426, 3431, 3436, 4014 |
| 5  | 5                              | Nagytálya, Kölcsey Ferenc út 33.                     | 3.3 km | 3.3 km  | 3405, 3414, 3423, 3424, 3426, 3431, 3436 |
| 6  | 6                              | Andornaktálya, szociális otthon vonalközi végállomás | 5.4 km | 5.4 km  | 1343, 1344, 1346, 1380, 1381, 1426, 1427, 1447, 1448, 1468 3405, 3414, 3423, 3424, 3426, 3431, 3436, 4014, 4015, 4018, 4021, 4157 |
| 7  | 7                              | Andornaktálya, Szent András kápolna                  | 6.2 km | 6.2 km  | 1344, 1346 3405, 3414, 3423, 3424, 3426, 3431, 3436 |
| 8  | 8                              | Andornaktálya, községháza                            | 6.8 km | 6.8 km  | 1344, 1381, 1426, 1427 3405, 3414, 3423, 3424, 3426, 3431, 3436, 4014, 4015, 4018, 4021, 4157 |
| 9  | 9                              | Andornaktálya, iskola                                | 7.8 km | 7.8 km  | 1343, 1344, 1346, 1380, 1381, 1426, 1427, 1447, 1448, 1468 3405, 3414, 3423, 3424, 3426, 3431, 3436, 4014, 4015, 4018, 4021, 4157 |
| 10 | 10                             | Andornaktálya, tórét                                 | 8.5 km | 8.5 km  | 3405, 3414, 3423, 3424, 3426, 3431, 3436 |
| 11 | 11                             | Eger, Kistályai út                                   | 9.0 km | 9.0 km  | 4, 5 1344, 1380, 1381, 1426, 1427, 1447, 1448, 1468 3405, 3414, 3423, 3424, 3426, 3431, 3436, 4014, 4015, 4018, 4021, 4157 |
| 12 |                                | Eger, Erzsébet-völgy                                 | 9.8 km |         | 4, 5 1381, 1426, 1427 3405, 3424, 3426, 3431, 4014, 4015, 4018, 4021 |
| 13 | Eger, Losonczy-völgy           | 10.1 km                                              | 4, 5 3405, 3431 |         | |
| 14 | Eger, SCHÖN KAEV Kft.          | 10.4 km                                              | 4, 5 3405, 3424, 3426, 3431 |         | |
| 15 | Eger, ZF Hungária Kft.         | 11.0 km                                              | 4, 5 1343, 1344, 1346, 1380, 1381, 1426, 1427, 1447, 1448, 1468 3405, 3424, 3426, 3431, 4014, 4015, 4018, 4021, 4022 |         | |
| 16 | Eger, Tihaméri malom           | 11.3 km                                              | 2, 2A, 3A, 4, 5, 5A, 6, 16, 914 3405, 3431 |         | |
| 17 | Eger, Homok utca               | 11.8 km                                              | 2, 2A, 3A, 4, 5, 5A, 6, 16, 914 1343 3405, 3406, 3419, 3420, 3431 |         | |
| 18 | Eger, Hadnagy utca             | 12.4 km                                              | 2, 2A, 3A, 4, 5, 5A, 6, 16, 914 1343, 1344, 1346, 1380, 1381, 1426, 1427, 1447, 1448, 1468 3405, 3406, 3419, 3420, 3424, 3426, 3431, 4014, 4015, 4018, 4021, 4022 |         | |
|    | 12                             | Eger, Tompa utca                                     | | 11.7 km | 3A, 6, 11, 12, 13, 14, 14E, 16, 112, 113, 914 1050, 1051, 1053, 1054, 1343, 1346, 1348, 1362, 1380, 1427, 1466, 1517 3402, 3408, 3410, 3411, 3414, 3423, 3424, 3426, 3430, 3431, 3432, 3433, 3434, 3436, 3440, 3441, 3442, 3443, 3444, 3445, 3446, 3448, 3472, 3479, 3482, 3484, 3667, 4011, 4015, 4157 |
| 13 | Eger, Aradi út                 | 12.1 km                                              | 3A, 6, 11, 12, 13, 14, 14E, 16, 112, 113, 914 3407, 3410, 3414, 4157 |         | |
| 14 | Eger, Nagyváradi út            | 12.4 km                                              | 3A, 6, 11, 12, 13, 14, 14E, 16, 112, 113, 914 1050, 1346, 1380, 1427, 1517 3402, 3407, 3408, 3410, 3411, 3414, 3423, 3430, 3431, 3433, 3442, 3443, 3445, 4011, 4015, 4157 |         | |
| 15 | Eger vasútállomás, bejárati út | 13.3 km                                              | 3A, 6, 11, 12, 13, 14, 14E, 112, 113 1050, 1051, 1053, 1054, 1343, 1346, 1348, 1362, 1380, 1383, 1402, 1427, 1466, 1517 3400, 3402, 3407, 3408, 3410, 3411, 3414, 3423, 3424, 3426, 3430, 3431, 3432, 3433, 3434, 3436, 3440, 3441, 3442, 3443, 3444, 3445, 3446, 3448, 3472, 3479, 3482, 3484, 3667, 4011, 4015, 4157 IR87 , személyvonat – Eger (87, 87a) |         | |
| 19 | 16                             | Eger, színház                                        | 13.7 km | 14.0 km | 2, 2A, 7, 7A, 11, 12, 14, 14E, 17, 112 1053, 1054, 1343, 1344, 1346, 1348, 1362, 1381, 1426, 1427, 1447, 1468, 1517 3402, 3408, 3410, 3411, 3414, 3419, 3420, 3423, 3424, 3426, 3430, 3431, 3433, 3434, 3436, 3440, 3441, 3442, 3443, 3444, 3445, 3448, 3667, 4011, 4014, 4015, 4018, 4021, 4022, 4157 |
| 20 | 17                             | Eger, autóbusz-állomás vonalközi végállomás          | 14.4 km | 14.7 km | 2, 2A, 4, 5, 5A, 6, 7, 7A, 11, 12, 14, 14E, 16, 17, 112, 914 1049, 1050, 1051, 1053, 1054, 1343, 1344, 1346, 1347, 1348, 1349, 1351, 1352, 1362, 1380, 1383, 1426, 1427, 1428, 1447, 1466, 1468, 1517 3400, 3402, 3403, 3405, 3406, 3407, 3408, 3409, 3410, 3411, 3412, 3414, 3415, 3416, 3417, 3418, 3419, 3420, 3423, 3424, 3426, 3430, 3431, 3432, 3433, 3434, 3440, 3441, 3442, 3443, 3444, 3445, 3446, 3448, 3450, 3455, 3456, 3457, 3458, 3462, 3469, 3470, 3471, 3472, 3473, 3474, 3476, 3479, 3480, 3481, 3482, 3483, 3484, 3488, 3604, 3660, 3667, 4012, 4014, 4015, 4157 |
| 21 | 18                             | Eger, Bartakovics út                                 | 15.4 km | 15.7 km | 4, 13, 113 1347, 1349, 1351, 1352, 1383, 1447 3400, 3402, 3403, 3404, 3408, 3409, 3410, 3411, 3412, 3454, 3470, 3471, 3472, 3473, 3474, 3476, 3479, 3481, 3482, 3483, 3484, 3488, 4157 |
| 22 | 19                             | Eger, garzonház                                      | 16.6 km | 16.9 km | 4, 7, 11, 13, 14, 14E, 17, 113 1383 3410, 3454, 4157 |
| 23 | 20                             | Eger, Kővágó tér                                     | 16.9 km | 17.2 km | 4, 7, 11, 13, 14, 14E, 17, 113 1051, 1053, 1054 3400, 3402, 3403, 3404, 3408, 3409, 3410, 3411, 3412, 3454, 3481, 4157 |
| 24 | 21                             | Eger, Shell kút                                      | 17.5 km | 17.8 km | 4, 7, 11, 12, 13, 14, 14E, 17, 112, 113, 914 1383 3410, 3414, 3454, 4157 |
| 25 | 22                             | Eger, Nagylapos                                      | 18.1 km | 18.4 km | 4, 11, 14, 14E, 16, 914 1053, 1054, 1383 3400, 3402, 3403, 3404, 3405, 3408, 3409, 3410, 3411, 3412, 3414, 3481, 4157 |
| 26 | 23                             | Eger (Felnémet), felsőtárkányi elágazás              | 19.1 km | 19.4 km | 4, 11, 14, 14E, 16, 914 1053, 1383 3400, 3402, 3403, 3404, 3405, 3408, 3409, 3410, 3411, 3412, 3414, 3481, 4157 |
| 27 | 24                             | Eger (Felnémet), Tárkányi út                         | 19.7 km | 20.0 km | 4, 14, 14E, 16, 914 1383 3405, 3414 |
| 28 | 25                             | Eger (Felnémet), Sánc út                             | 20.1 km | 20.4 km | 4, 14, 14E, 16, 914 1383 3405, 3414 |
| 29 | 26                             | Eger, vállalkozói park                               | 20.8 km | 21.1 km | 1383 3405, 3414 |
| 30 | 27                             | Felsőtárkány, Fő út 8.                               | 23.1 km | 23.4 km | 1383 3405, 3414 |
| 31 | 28                             | Felsőtárkány, Mészégető                              | 23.6 km | 23.9 km | 1053, 1383 3405, 3414 |
| 32 | 29                             | Felsőtárkány, autóbusz-váróterem                     | 24.7 km | 25.0 km | 1053, 1383 3405, 3414 |
| 33 | 30                             | Felsőtárkány, Fő út 324.                             | 25.7 km | 26.0 km | 1383 3405, 3414 |
| 34 | 31                             | Felsőtárkány, fűtőház                                | 26.2 km | 26.5 km | 1053, 1383 3405, 3414 |
| 35 | 32                             | Felsőtárkány, csárda végállomás                      | 26.7 km | 27.0 km | 1053, 1383 3405 |